# Jeongseon Alpine Centre

Lage des Jeongseon Alpine Centre und der anderen Austragungsorte der Olympischen Winterspiele 2018

Das Jeongseon Alpine Centre (koreanisch 정선 알파인 경기장) ist ein Wintersportgebiet in Südkorea. Es befindet sich am Berg Gariwang in Bukpyeong im Landkreis Jeongseon, Gangwon-do.

## Infrastruktur
Bei den Olympischen Winterspielen 2018 in Pyeongchang wurden in Jeongseon die Speedrennen im Ski Alpin ausgetragen: Abfahrt, Super-G sowie die Alpine Kombination. Der Zielraum bietet Platz für 6000 Zuschauer. Die technischen Disziplinen Slalom, Riesenslalom sowie der Mannschaftswettbewerb wurden in Yongpyong Ski Resort gefahren.
Der Start zur Abfahrt der Männer liegt auf 1370 Metern, das Ziel auf 545 Metern. Die von Bernhard Russi konzipierte Strecke ist 2857 Meter lang und weist vier Sprünge auf. Der Höhenunterschied von 825 Metern liegt knapp über dem Minimum von 800 Metern, wie von der Fédération Internationale de Ski (FIS) festgelegt. Die Abfahrt der Frauen ist 2388 Meter lang und hat einen Höhenunterschied von 748 Metern.

## Kritik
Gemäß ersten Plänen sollte die Männerstrecke auf einer anderen Erhebung starten. Schließlich wurde sie mit der Frauenabfahrt zusammengelegt, die im tiefer gelegenen Ha-bong beginnt, was bei Umweltschützern Kritik und Proteste auslöste. Sie kritisierten die Fällung alter und seltener Bäume, welche vor rund 500 Jahren zur Zeit der Joseon-Dynastie gepflanzt wurden und von einigen Koreanern als heilig bezeichnet werden. Damals wurde dort Ginseng exklusiv für den König gepflanzt. Die Entwaldung im 20. Jahrhundert habe das Gebiet verschont. Durch den Pistenbau nehme das Ökosystem dagegen unwiderruflich Schaden, denn es könnten nicht genügend neue Bäume gepflanzt werden und der Boden werde durch Chemikalien bleibend vernarbt. Pistenarchitekt Russi hat sich laut eigenen Angaben besonders um einen „magischen Baum“, der in einer Sage vorkommt, gesorgt und zu seinem Erhalt einige Änderungen angebracht.

## FIS-Weltcuprennen
Die Anlage wurde am 22. Januar 2016 eröffnet, zwei Wochen vor dem ersten Testevent mit zwei Weltcuprennen der Männer. Die Abfahrt am 6. Februar gewann der Norweger Kjetil Jansrud. Am folgenden Tag gewann der Schweizer Carlo Janka den Super-G. Die Frauen testeten die Olympiarennstrecke Anfang März 2017 mit zwei Weltcuprennen. Die Italienerin Sofia Goggia gewann sowohl die Abfahrt als auch den Super-G.